# Плазмотерапия
Плазмотерапия и PRP-терапия (от англ. Platelet-Rich Plasma — «плазма, обогащенная тромбоцитами») — методы регенеративной медицины, основанные на использовании аутологичной (собственной) плазмы крови пациента. Применяются для стимуляции регенерации тканей, восстановления клеток, омоложения кожи, лечения травм и хронических заболеваний.

## История
Родоначальниками инъекций в организм его же собственный крови принято считать шведских врачей Grafstrom и Elfstrom. В 1898 году в США они впервые в мире произвели инъекции аутологичной крови в растворе поваренной соли при пневмонии и туберкулезе.
В 1905 году немецкий хирург Август Бир установил, что собственная кровь пациента, введенная ему в бедро, представляет собой нечто вроде раздражителя для организма и позволяет добиться ускорения заживления переломов.
В годы Русско-Японской войны (1904-1905 гг.) Валентин Феликсович Войно-Ясенецкий работал хирургом в военном госпитале, где применял аутогемотерапию для лечения солдат армии Российской Империи. В 1934 году Войно-Ясенецкий опубликовал «Очерки гнойной хирургии», где и были описаны методики аутогемотерапии и аутосеротерапии и области их применения.
С тех пор, как шведские врачи в 1898 году впервые применили собственную кровь пациента для лечения, гемотерапия шагнула далеко вперед. Прорывным в этом направлении стало изучение тромбоцитов, в ходе которого выяснилось, что эти кровяные тельца содержат белковые факторы, способные индуцировать процесс регенерации клеток.
В 2003 году отечественный врач Роман Зарудий создал и применил в стоматологической практике инъекционную форму тромбоцитарной аутоплазмы. Впечатляющие результаты позволили расширить область применения плазмы с тромбоцитами на косметологию и различные отрасли медицины.
Дальнейшее развитие метода связано с появлением стандартизированных медицинских наборов для безопасного получения и введения аутологичной плазмы, разработанных в России в г. Казани.

## Механизм действия
После введения аутоплазмы в ткани, запускается процесс активации тромбоцитов, в ходе которой происходит высвобождение факторов роста. Факторы роста тромбоцитов способствует миграции в зону инъекции фибробластов и мезенхимальных стволовых клеток, что и создает оптимальную среду для регенерации и репарации тканей.
Это приводит к:
- Синтезу коллагена и эластина;
- Ангиогенезу (образованию новых сосудов);
- Снижению воспаления и болевого синдрома;
- Ускорению заживления ран;
- Нормализации трофики тканей

При этом доказано, что факторы роста не являются мутагенами, сама плазма аутологична, а значит, максимально естественна для организма. Поэтому метод имеет минимум противопоказаний и хорошо переносится. Врачу только остается выбрать, что именно применять — плазмотерапию или PRP.

## Области применения
Хирургия: лечение ран, ожогов, послеоперационных отёков.
Ортопедия: восстановление после травм, лечение заболеваний опорно-двигательного аппарата.
Стоматология: лечение и профилактика заболеваний пародонта.
Дерматология и косметология: коррекция рубцов, лечение акне, омоложение кожи, борьба с алопецией.
Гинекология и урология: терапия хронических воспалений, эректильной дисфункции.
Офтальмология: лечение язв роговицы.

## Отличия PRP от плазмотерапии
Главное отличие двух процедур кроется в оборудовании и технологии получения аутоплазмы для инъекций. В зависимости от поставленной задачи, врач может получить либо плазму, где количество клеток тромбоцитов на 1 мкл будет составлять от 200 до 400 тыс., либо плазму, в которой количество клеток тромбоцитов превысит 1 млн на 1 мкл.
- В первом случае речь будет идти о плазмотерапии, процедуру которой в курсе проводят чаще, а инъекции делаются по всей проблемной зоне.
- Во втором случае речь идет о PRP, курс которой состоит из 3-4 процедур, которые проводятся с частотой примерно 1-2 раза в месяц.

Даже небольшое количество тромбоцитарных факторов роста в плазме имеет клиническую значимость. Но чем выше их концентрация, тем более значимым будет терапевтический эффект. Поэтому к PRP прибегают, когда нужно решить выраженные проблемы, например, рубцы 4 стадии, хроностарение 3 и 4 стадии, алопеции, выраженные симптомы заболеваний слизистой вульвы и влагалища, а также различные заболевания опорно двигательного аппарата.
Плазма с физиологической нормальной концентрацией тромбоцитов часто применяется в косметологии, трихологии и дерматологии, когда требуется процедура, оказывающая общее регенерирующее и укрепляющее воздействие. Она также применяется в гинекологии для лечения и профилактики начальных признаков заболеваний слизистой вульвы и влагалища, заболеваниях неврологического профиля и в целях реабилитации после агрессивных процедур и незаживающих ранах.
Курс PRP назначают 1 раз в год, а плазмотерапию – 2 раза в год. Результат от обеих процедур заметен сразу и сохраняется продолжительный период времени.

## Безопасность и противопоказания
Методы считаются безопасными благодаря использованию собственной плазмы крови.
Противопоказаниями являются:
- Системные заболевания крови;
- Острые инфекционные процессы;
- Онкологические заболевания;
- Беременность и лактация;
- Психические расстройства